# Israel Wisingh
Israel Wisingh, född 17 juni 1694 i Visingsö församling, Jönköpings län, död 5 januari 1743 i Sjösås församling, Kronobergs län, var en svensk präst.

## Biografi
Israel Wisingh föddes 1694 i Visingsö församling. Han var son till kyrkoherden Haquinus Wisingh och Maria Krok. Wisingh blev 1713 student vid Uppsala universitet och prästvigdes 1715. Han blev 1722 konrektor vid Braheskolan och komminister i Visingsö församling. År 1730 blev han rektor för Braheskolan. Wisingh blev 1735 kyrkoherde i Sjösås församling. Han avled 1743 i Sjösås församling.

### Familj
Wisingh gifte sig 4 augusti 1717 med Eva Ölander (1684–1778). Hon var dotter till kyrkoherden Nicolaus Jonæ Ölander och Christina Hylten i Ölmstads församling. De fick tillsammans barnen kyrkoherden Johan Israel Wisingh i Hallaryds församling, Maria Christina Wisingh som gifte sig med kyrkoherden Christian Ternerus i Sjösås församling och handelsmannen Håkan Wisingh.